# Alexis Martín Arias
Alexis Martín Arias (Pellegrini, Buenos Aires, Argentina, 4 de julio de 1992) es un futbolista argentino. Juega como arquero en Cerro Porteño de la Primera División de Paraguay

## Trayectoria

### Club de Gimnasia y Esgrima La Plata
Está en el plantel de Primera División del club desde la temporada 2012/2013, aunque recién realizó su debut oficial en el primer encuentro de la Liga Argentina 2016/2017, luego de la salida de los dos arqueros principales del club, Enrique Bologna y Yair Bonnin. Se ganó la titularidad por encima de uno de los refuerzos, Manuel García, proveniente de Rosario Central.
Realizó su primera gran actuación profesional el día 19 de octubre, por los octavos de final de la Copa Argentina, siendo la figura de su equipo en la victoria y clasificación, por 1-0 ante Racing Club en el estadio de Lanús.

### O'Higgins
El 30 de diciembre de 2021, se confirmó el fichaje de Martín en el Club Deportivo O'Higgins de la Primera División de Chile de cara a la temporada 2022. Su debut con el equipo de Rancagua se dio el 4 de febrero, en la primera fecha del Campeonato Nacional 2022, cuando O'Higgins goleó 3-0 a Deportes La Serena.

## Clubes
| Club                        | País      | Año       | Partidos |
| --------------------------- | --------- | --------- | -------- |
| Gimnasia y Esgrima La Plata | Argentina | 2016-2019 | 106      |
| Unión La Calera             | Chile     | 2020-2021 | 71       |
| O'Higgins                   | Chile     | 2022      | 26       |
| Argentinos Juniors          | Argentina | 2023-Act. | 16       |